# 南京艺术学院
南京艺术学院是中国一所综合性高等艺术学府，位于江苏省南京市区西北部草场门北侧，设有多个二级学院，2个系，2个部，1个附属中专校。

## 历史
该学院的历史最早可以追溯到中華民國初年刘海粟创建的上海美術專科學校。1952年12月8日正式与1922年颜文樑與朱士傑在苏州创办的苏州美术专科学校及山东大学艺术系美术、音乐科合并，即华东艺术专科学校，校址在无锡社桥。这也是现在南京艺术学院的校庆日。1958年迁至南京丁家桥，同年6月改称南京艺专。1959年又改为四年制的南京艺术学院，1967年迁至现址虎踞北路15号。

## 著名校友
颜文樑、朱士傑、刘海粟、張大千、黄宾虹、潘天壽、董希文、呂斯百、陈之佛、傅雷、木心、封加梁、孙健君、楊业明、刘健、杨子姍、尤长靖、林妙可、王瑞昌、張倫碩、謝可寅、郑伟 (演员)等。